# فرانک سالووی
فرانک جی. سالووی (به انگلیسی: Frank J. Sulloway) (زادهٔ ۱۹۴۷) یکی از پژوهشگران برجستهٔ انستیتو تکنولوژی ماساچوست (M.I.T) است که در بخشِ تحقیقات ادراکی مغز فعالیت می‌کند و از شاگردان پیشین مک آرتور بوده‌است. او استاد پاره وقت گروه روانشناسی و نیز عضو مؤسسهٔ شخصیت و تحقیقات اجتماعی در دانشگاه برکلی کالیفرنیا است. او دارای مدرک Ph.D در زمینهٔ «تاریخ علم» از دانشگاه هاروارد(۱۹۷۸) و برندهٔ جایزهٔ مک آرتور (۱۹۸۴–۱۹۸۹)است. در حال حاضر از سخنرانان ثابت گفتگوهای علمی در مجتمع عمومی است و سازمان‌های تربیتی و دارویی بسیاری برای مشاوره از او بهره می‌گیرند.

## تحقیقات
او با انتشار کتاب فروید زیست‌شناس مغز موفق شد جایزهٔ انجمن تاریخ علم (پیفیزر Pfixer) را از آن خود کند(۱۹۷۹). سالووی برای تحقیق دربارهٔ ۱۲۱ انقلاب تاریخی مشتمل بر علم، سیاست، مذهب و اندیشه، ۲۶ سال وقت صرف کرد و توانست ۶۵۰۰ شخصیت را از میان ۲۰۰۰۰ زندگینامه انتخاب کند. با بررسی عوامل مؤثر در گرایش به انقلاب، مهمترین عامل را ترتیب تولّد تشخیص داد و نتیجه گرفت که انسان زاده می‌شود تا شورش کند. سالووی رفتار انسان را کاملاً ارثی نمی‌داند بلکه آن را تابعی از اصول تکامل و تأثیر محیط می‌شناسد و بر این نکته تأکید دارد که رفتار انسان جبری نیست و انسان با حق انتخاب، به سمت رفتاری تعیین شده، سوق داده می‌شود. دکتر سالووی علوم اجتماعی پیشرفته و عالی را بدون استفاده از آمار نفی می‌کند اما آن را تضمین کنندهٔ کیفیت عالی علوم اجتماعی به شمار نمی‌آورد. او علم را رشته یا موضوع خاصی نظیر فیزیک یا شیمی نمی‌شناسد بلکه علم را تنها یک روش (متد) معرفی می‌کند که قادر است پیشرفت‌های انقلابی در حوزه‌های گوناگون به وجود آورد.

## آثار
کتاب «زاده شده برای عصیان» که به فارسی با نام «دگراندیشانِ شورشی» توسط حسینعلی مقیمی برگردانده شده‌است و دربارهٔ ترتیب تولد و تفاوت‌های ناشی از آن در عرصه‌های مختلف (علم، سیاست و…) نوشته شده‌است.